# Pedro Barrenechea
Pedro Barrenechea fue un militar argentino que ocupó brevemente el cargo de gobernador de la provincia de Entre Ríos.

## Carrera militar
En la época de la Revolución de Mayo era un ganadero que ocupaba de vez en cuando cargos en el pueblo de La Bajada (Paraná), Provincia de Entre Ríos, y que ejercía a veces como oficial de milicias.
Participó en la Expedición de Belgrano al Paraguay, y posteriormente prestaría servicios en el sitio de Montevideo.
De allí pasó al Ejército de los Andes, y combatió en las batallas de Chacabuco, Cancha Rayada y Maipú. Fue ayudante mayor del general Antonio González Balcarce en la segunda campaña al sur de Chile.
Su hermano Diego Barrenechea fue teniente de gobernador de La Rioja entre 1817 y 1820.
Estaba en Mendoza en la época de la rebelión de la revolución de Mariano Mendizábal, y se vio envuelto en los desórdenes siguientes.

## La comandancia de Concepción del Uruguay
Regresó a Entre Ríos a fines de 1820, al iniciarse la campaña del general Francisco Ramírez contra José Artigas, combatiendo del lado del primero en las batallas de Las Tunas y Mocoretá. Llegó a ser un destacado oficial del ejército de Ramírez.
Al año siguiente, a órdenes de Lucio Norberto Mansilla, enfrentó a Ricardo López Jordán (padre), en el combate de Gená. Fue nombrado comandante militar de Concepción del Uruguay por algún tiempo, y ascendido al grado de teniente coronel. Durante el conflicto de 1825 entre Juan León Solas y López Jordán, fue gobernador delegado por un corto tiempo, hasta que finalmente Solas logró hacerse con el gobierno.
A fines de 1826, la legislatura provincial depuso a Solas por sus simpatías por el partido unitario, y nombró en su lugar a Vicente Zapata. En febrero del año siguiente, acompañó a Solas en una revolución contra Zapata. No obstante, la legislatura nombró gobernador a Tomás García de Zúñiga, que arrestó a los dos. A mediados de año, llegaba nuevamente al poder Zapata, dispuesto a gobernar aliado con Solas, y nombró a Barrenechea comandante de Concepción del Uruguay, cargo que seguirá conservando con su sucesor Solas.

## Gobernador de Entre Ríos
En noviembre de 1830, un grupo acaudillado por López Jordán invadió Entre Ríos desde el Uruguay, con el apoyo de varios personajes locales, como Justo José de Urquiza, y de oficiales unitarios del grupo de Juan Lavalle. Su primera exigencia fue la renuncia de Solas.
La legislatura lo reemplazó por Barrenechea, que asumió el 1 de noviembre. Pero duró en su cargo apenas una semana. En su lugar, López Jordán gobernó a su vez quince días, ya que fue rechazado por los gobernadores de Santa Fe y Buenos Aires.
Tras la obligada renuncia de López Jordán, nuevamente se hizo cargo Barrenechea del gobierno, pero su situación era muy poco estable: todos los jefes militares tejían alianzas entre ellos, para decidir cómo y cuándo derribarlo. Su ministro era Calixto Vera, hermano del héroe santafesino, y que conspiraba contra todos los gobiernos entrerrianos. El comandante de armas de la provincia era el coronel Pedro Espino, que se había visto envuelto en toda clase de revueltas contra sus antecesores.
Puso fuera de la ley a López Jordán y a Urquiza, confiscándoles sus bienes.
En enero de 1831 firmó el Pacto Federal con Santa Fe y Buenos Aires, para enfrentar a la Liga del Interior. Es uno de los Pactos Preexistentes, anteriores a la Constitución Argentina de 1853.
En febrero de 1831, la provincia fue invadida por Lavalle y López Jordán por Gualeguaychú. Acompañado por Espino, Barrenechea organizó una campaña para enfrentarlos. Lograron derrotarlos en Palmar y Laguna de los Troncos, pero finalmente ambas partes firmaron una paz y un indulto, que dejó afuera solamente a Lavalle y a López Jordán.
Pero la situación de Barrenechea era ahora peor: Espino se sentía el salvador de la provincia, y el sistema de gobierno del anciano Barrenechea le parecía poco activo. Sin autorización del gobernador, que estaba enfermo, Espino arrestó en julio al ministro Vera, gobernador delegado, acusándolo de defraudación. Falto de todo apoyo, Barrenechea renunció el 11 de julio. La legislatura eligió en su lugar al coronel Pedro Espino.
La inestabilidad continuó hasta que, en marzo del año siguiente, se hizo cargo del gobierno el exministro de gobierno santafesino Pascual Echagüe. Este nombró a Barrenechea comandante del departamento de Paraná, cargo que ocupó hasta fines de 1833. Fue su última actuación pública.